# Erxleben (Altmark)
Erxleben (Altmark) este o comună din landul Saxonia-Anhalt, Germania.